# Іпостасне з'єднання

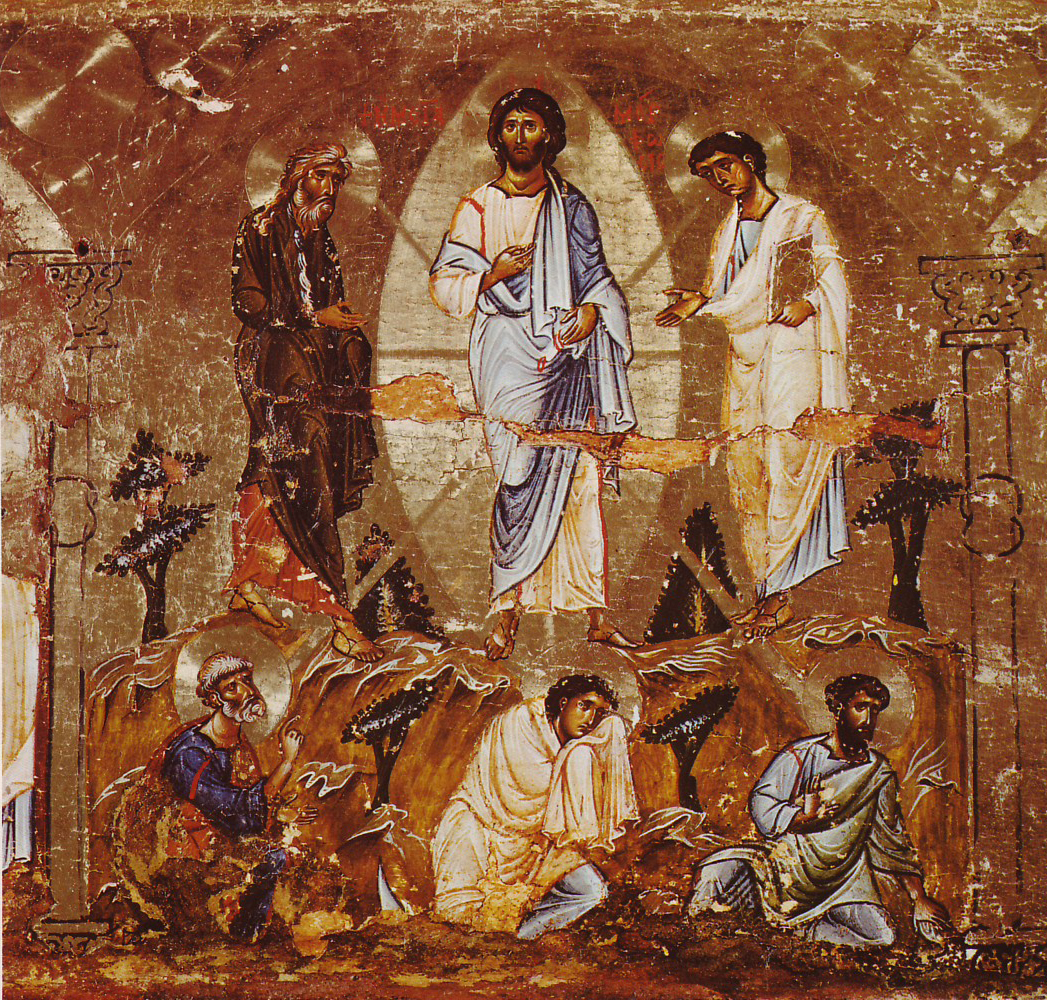
Преображення Господнє — головне євангельське свідчення про іпостасний союз
(візантійська ікона, XII століття, монастир святої Катерини)

Іпоста́сне з'єдна́ння, також знане як союз натур (грец. ὑπόστασις, трансліт. hypóstasis — основа, іпостась) — один з основних христологічних термінів, що описує поєднання божественної і людської природи Ісуса Христа після його боговтілення.
Найпростішим поясненням іпостасного союзу є те, що Ісус Христос є одночасно повним Богом і повною людиною. Він є і досконало божественним, і досконало людським, маючи дві повні та відмінні природи одночасно.
У католицизмі та православ'ї іпостасне з'єднання розглядається як незлитне (грец. ασυγχύτως), незмінне (ατρέπτως), нероздільне (αδιαιρέτως) та нерозлучне (αχωρίςτως ) поєднання божественної та людської природи в одній іпостасі Христа. У протестантизмі існують різні погляди на іпостасне з'єднання. Давньосхідні церкви, за винятком Ассирійської церкви Сходу, дотримуються думки про єдину природу Христа (повного з'єднання божественного та людського початків).
Поняття іпостасного з'єднання введено Кирилом Олександрійським та догматично оформилося на Халкідонському вселенському соборі. Вказівки на нього містяться у всіх трьох основних символах віри: Апостольському, Афанасієвському та Нікео-Царгородському. Іпостасне з'єднання пояснює, зокрема, спокутування Христом гріхів людства та подальше Воскресіння.

## Зміст
Догматичне рішення з цього питання було прийнято Халкедонським Собором у 451 році, де було встановлено, що Ісус Христос, будучи однією особою, мав дві природи, божественну і людську (діофізитство), і що їх з'єднання було здійснене:
1. без зміни природ (immutabiliter gr. atreptos), тобто зустріч божественної і людської природи одна з одною в Ісусі Христі жодним чином не змінила ні людську, ні божественну природу. Кожен залишився самим собою зі своїми специфічними властивостями.
2. без змішання (незмішання гр. asynchytos), тобто дві природи Ісуса Христа, з'єднавшись, не змішалися одна з одною. Таким чином, ніякої третьої божественно-людської природи не було створено. Залишилися дві різні природи — божественна і людська, кожна з яких зберігає свої специфічні риси.
3. без розділення (indivise gr. adiairetos), тобто, незважаючи на наявність двох природ в Ісусі Христі після боговтілення, існувало не дві особи, а один Ісус Христос, в якому поєдналися божество і людство. Тому Ісус Христос Бог і Ісус Христос людина не повинні бути розділені.
4. без відокремлення (inseparabiliter gr. achoristos), тобто після вознесіння Ісуса Христа людська природа не відокремилася від божественної. Таким чином, Ісус Христос і після свого вознесіння залишився повністю Богом і повністю людиною.

Особисте єднання відбулося, коли людська природа Ісуса була зачата в лоні Божества і залишилася після смерті тіла Ісуса. Під час хресної смерті душа Спасителя відокремилася від тіла, але Син Божий продовжував бути з'єднаним зі своєю людською природою — і тілом, і душею.
Халкідонський Собор, характеризуючи поєднання природ в Ісусі Христі, використовував негативні терміни, бажаючи підкреслити таємничість цього поєднання. Цей Собор також підкреслив, що Ісус Христос є єдиносущний з Богом Отцем (homousios) щодо Божества — на що раніше вказував Нікейський Собор 325 року, спрямований проти аріан, — і з нами щодо людства. Подібні до нас у всьому, крім гріха. Христос має єдину волю за принципом моральної єдності — тому що воля, яка належить його людській природі, підпорядкована волі, яка належить божественній природі Логосу.
Термін «іпостасне єднання» вперше вжив святитель Кирило Александрійський, тобто після вознесіння Ісуса Христа людська природа не відокремилася від божественної. Таким чином, Ісус Христос і після свого вознесіння залишився повністю Богом і повністю людиною.

## Таблиця
| Відношення | У Ісуса Христа | У Ісуса Христа | Wyjaśnienie |
| ---------- | -------------- | -------------- | --- |
| особа      | одна           | одна           | |
| натура     | божа           | людська        | природи не змішані, нероздільні; Ісус, наприклад, страждав по-людськи. Прийняття людської природи відбувалося разом з людською душею.                            |
| воля       | божа           | людська        | людська воля підпорядковується божественній, через добровільний послух                                                                                           |
| діяння     | божа           | людська        | двоїстість дій випливає з двох воль у Христі |
| знання     | божа           | людська        | людське пізнання реалізувалося в історичних умовах існування Ісуса в часі і просторі;; але, як Бог, він також володів вродженим знанням (надприродним пізнанням) |
| свідомість | одна           | одна           | в Ісусі є одне "Я", що усвідомлює божественну і людську природу                                                                                                  |

## Історія догмата

### Згадки в Новому Заповіті

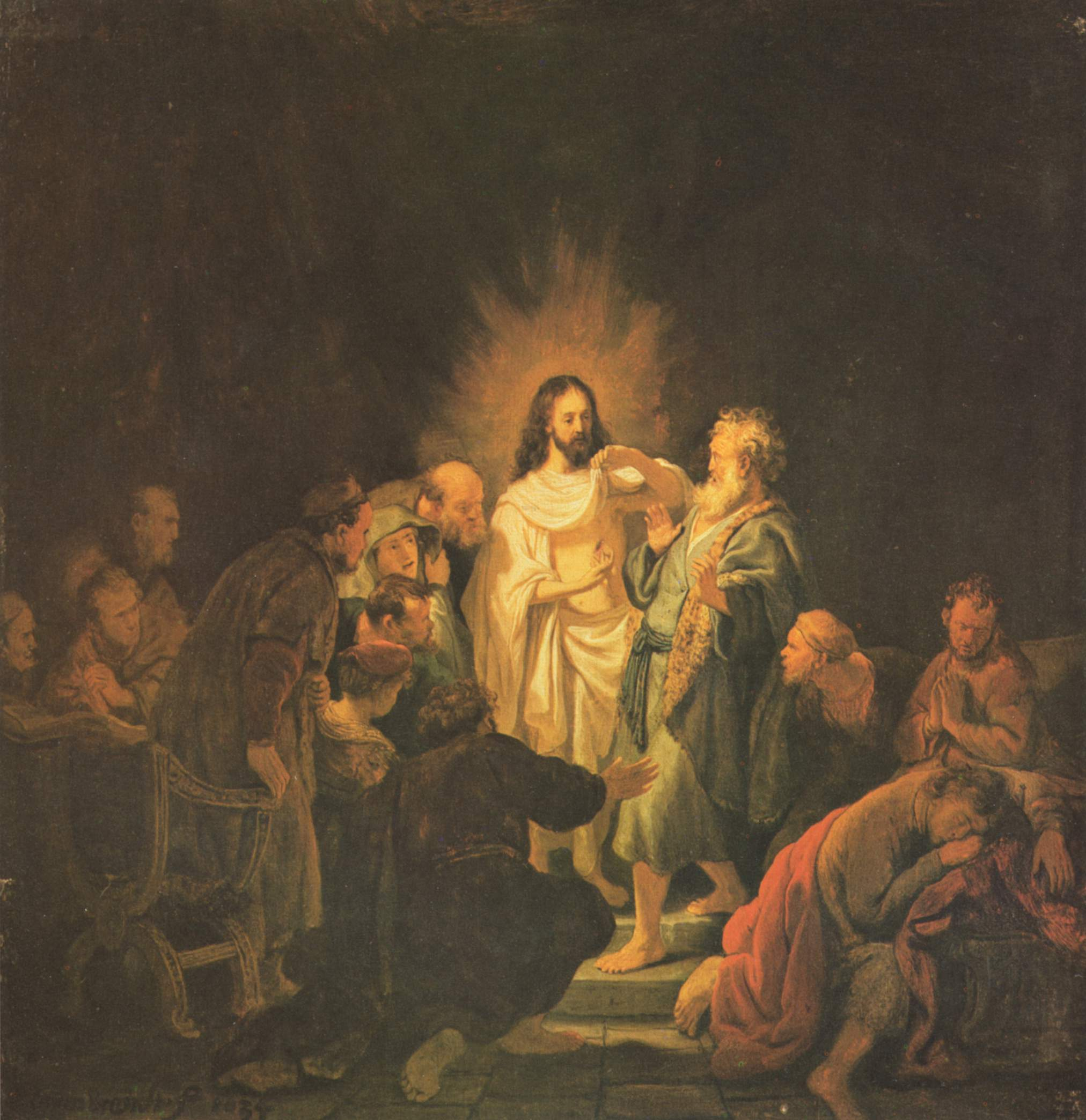
«Запевнення апостола Фоми», Рембрандт.

Попри те, що іпостасне з'єднання прямо не згадується в Новому Заповіті, там містяться численні свідчення про нього, особливо Євр. 1:3, де Христос характеризується як «образ іпостасі Його».
Згідно з доктриною кенозису, Ісус Христос заради єднання з людством та спокутування його гріхів звів свою могутність до рівня фізичного втілення з подальшим прийняттям хресних мук та смерті. У зв'язку з цим книги Нового Заповіту вказують на окремі ознаки як божественної, так і людської природи Христа. Серед його божественних ознак — виключна могутність, суверенність небесної та земної влади в тому числі влади над власним земним життям), непогрішна справедливість, усезнання, всюдисущістьі незмінність. В цьому аспекті Ісус титулується Сином Божим, Господом та просто Богом. Водночас Ісус як людина ріс, відчував голод зокрема, під час свого сорокаденного посту, спрагу та втому, спав, Сам іменує себе Сином Людським, приймає від інших ім'я Сина Давидового (втім, обидва цих імені мають есхатологічне значення, вказуючи на Нього як на Месію), а в посланнях апостола Павла називається «людиною Христом Ісусом». Людська природа Христа, однак, не поглинається обоженням, він залишається справжньою людиною. Так, наприклад, в Євангеліях від Матвія, Марка та Луки наводиться епізод, в якому Ісус, навчаючи в Єрусалимському Храмі, пояснює сутність одного зі своїх титулів — посилаючись на старозаповітню книгу Псалмів, Ісус показує, що він не тільки носить месіанський титул Сина Давидового по плоті, але одночасно є Господом Давида за своєю божественною природою. В Євангелії від Матвія фарисеї відмовляються від цього висновку, який, однак, є для них неминучим. Послання до Євреїв повідомляє, що Ісус також отримав повну владу первосвященика — не тільки звичайним способом, за новим «чином» Мелхиседека, який замінив традиційну лінію Левитів, але й безпосередньо згори.
Важливим євангельським свідченням про іпостасне з'єднання є Преображення, оскільки, хоча сакральне тіло Ісуса з моменту іпостасного з'єднання сповнилося божественною славою, ця слава була тимчасово прихована в тілі. За словами Іоанна Дамаскіна, Ісус під час Преображення «стає не тим, чим не був, але відкриваючи очі Своїх учнів і зі сліпих роблячи їх зрячими, з'являється їм тим самим, чим був». Залишаючись буттєво тим же, Ісус, перетворюючись, відкриває учням свою божественну природу, яку вони не бачили раніше.
Фраза Христа «Я йду до Свого Отця й Отця вашого та Бога Мого й Бога вашого», звернена до Марії Магдалини (Ів. 20:17), була витлумачена як вказівка на те, що різниця природ не скасована після Воскресіння. Більш раннє тлумачення запропоновано Іоанном Дамаскіном: «Отцем називає Бога тому, що Бог є Отець за єством, а наш — за благодаттю, нам Бог — за єством, а Йому зробився за благодаттю, оскільки Сам став людиною». 

### Ранньохристиянська діофізитська полеміка

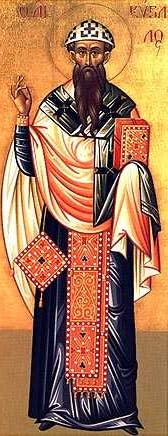
Кирило Александрійський, що ввів поняття іпостасного з'єднання та аніпостазісу в суперечці з несторіанами.

Гностичне вчення докетів, яке так само як і монархіанство, існувало у II–III століттях, вважало тілесність Христа примарною. Уже в цей період подібні погляди були оскаржені Ігнатієм Антіохійським, який в «Посланні до ефесян» писав, що для єретиків «є тільки один лікар, тілесний та духовний, народжений та ненароджений, Бог у плоті, у смерті справжнє життя, від Марії та від Бога, спершу підвладний, а потім не підвладний стражданню, Господь наш Ісус Христос». Аналогічна позиція була викладена Юстином Мучеником у «Першій апології»: «Слово, яке є первородний Син Божий, Ісус Христос, Учитель наш, народився без змішання», «Ісус Христос, єдиний власне син, що народився від Бога, Слово Його та первісток і сила, Який з волі його зробився людиною, — для зміни та відновлення роду людського».
Один з ранніх Отців Церкви, Іреней, у своїй праці «Проти єресей» пояснив причинний зв'язок божественної та людської природи в Ісусі: з метою знищення гріха та спокути Бог-Син повинен був сам стати людиною, «яка була приведена в рабство гріхом та перебувала під владою смерті, щоб гріх був убитий людиною та людина пішла від смерті». «Якщо ж Він, не ставши плоттю, здавався як би тілом, то не істинне діло Його. Але чим здавався, тим Він і був, — Бог, відбудує в Собі древнє створення людини, щоб убити гріх та скасувати смерть та оживити людину: та тому-то істинні справи Його», — пише далі Іреней.
Після Міланського едикту 313 року суперечки про сутність Христа продовжилися. 318 року Олександрійський пресвітер Арій під час суперечок з єпископом Александром Александрійським висунув ідею, що отримала назву аріанства. Посилаючись на Дії 2:36 та Євр. 3:2, аріани вважали Бога-Сина творінням (грец. ktisma). Однак поняття іпостасі та сутності (узії) деякий час були в богословському сенсі синонімами, відмінності між ними не проводив, зокрема, такий великий церковний діяч як Августин. 325 року для вирішення суперечок між Александром та Арієм, з ініціативи римського імператора Костянтина Великого, був скликаний Перший Нікейський собор. На соборі була, зокрема, сформована доктрина єдиносутності (омоузії) Христа.
Після смерті Арія боротьба з його вченням тривала більше п'ятдесяти років. Так, наприклад, в першій з «Трьох книг проти аріан» Афанасій Великий привів чотири біблійні посилання для обґрунтування вічності Бога-Сина, його незмінності та єдиносутності: Іс. 40:28, Дан. 13:42, Рим. 1:20 та Євр. 1:2. Григорій Богослов, пояснюючи сутність іпостасного з'єднання, писав: «Син Божий благоволить стати та називатися і Сином Людським, не змінюючи того, чим був (бо це незмінне), але, прийнявши те, чим не був (бо Він людинолюбний, щоб із Невмістимого зробитися Вмістимим, вступити у спілкування з нами через посередництво плоті)».
Представник александрійської богословської школи та затятий противник аріанства Аполлінарій Лаодикійський припустив, що досконала людина та досконале божество не можуть з'єднатися в одну особу. Порахувавши, що Христос як досконала людина був би гріховний, Аполлінарій став навчати, що Христос мав тільки дві частини людської істоти (тіло та душу), тоді як дух заступав у ньому Логос. З 362 року аполлінаріанство почало відхилятися на багатьох соборах, включаючи Перший Константинопольський. Після смерті Аполлінарія його прихильники розділилися на віталіанців (за ім'ям єпископа Віталія), які дотримувалися поглядів самого Аполлінарія, і полеміанців (за ім'ям філософа Полеми Сільвія, інші назви — антрополатри, сарколатри та сінузіасти), які вважали, що божественна та людська природа Христа злилися в одну субстанцію і тому потрібно поклонятися лише його тілу.
В аналогічному до Аполлінарія становищі опинився єпископ Маркелл. З метою спростування аріанства він запропонував розрізняти Логос та Бога-Сина таким чином, що в Трійці Логос є Логосом, а втілившись у Христі він стає Богом-Сином.
На початку V століття з'явилося також близьке до докетизму вчення константинопольського архімандрита Євтихія, згідно з яким людська природа Христа була повністю поглинена божественною, тому Христос мав лише уявну плоть. Як нова єресь євтихіанство засуджено на Константинопольському помісному соборі 448 року, скликаним патріархом Флавіаном. Однак у наступному році Євтихія виправдав так званий „розбійницький“ Другий Ефеський собор, незаконно скликаний александрійським патріархом Діоскором.

#### Поява поняття про іпостасне з'єднання
Перша половина V століття ознаменувалася подальшим протистоянням олександрійської та антіохійської шкіл. Представник останньої, Несторій, став основоположником несторіанства, згідно з яким Ісус був лише обителлю божества та знаряддям порятунку. За Несторієм, Ісус, будучи людиною, став Христом через натхнення Святого Духа, а Логос перебував в ньому в особливому моральному або відносному з'єднанні (грец. κατα σχέσιν). Чи не зважившись відповідно назвати Богородицю „Чоловікородицей“, Несторій запропонував іменувати її „Христородицейю“. Проти Несторія виступили, зокрема, Леонтій Єрусалимський, Прокл, Євсевій Дорілейскій та Кирило Александрійський. Останній близько 428 року опублікував дванадцять анафематізмів, що викривали несторіанство, і ввів термін „іпостасний союз“. Полемізуючи з несторіанами, Кирило стосовно до людської природи Христа ввів також поняття аніпостазиса. Вважаючи людське єство Ісуса аніпостасним, Кирило вчив, що воно ніколи не було окремою іпостассю, тобто не існувало незалежно від божественного єства. За Кирилом, не такого моменту, коли Ісус, будучи звичайною людиною, обожнюючи, як вважали несторіани.
431 року двісті єпископів, присутніх на Ефеському соборі, постановили визнавати з'єднання в Ісусі Христі з часу втілення божественного та людського початку. Було також ухвалено сповідувати Ісуса Христа досконалим Богом та досконалою людиною, а Діву Марію — Богородицею.

#### Формула єднання
433 року для примирення олександрійської та антіохійської церков була укладена Антіохійська унія з так званою формулою єднання. Хоча не всі єпископи підтримали її, відносини між двома Церквами покращилися. формула єднання свідчила, що Христос „єдиносущний Отцю за Божеством та єдиносущний нам по людству, бо здійснилося з'єднання двох природ“. При цьому ухвалювалося, що Марія є матір'ю не людині, а Бога-Сина який втілився, Логосу який возз'єднався з людством (грец. λόγος ἔνσαρκος) : „Згідно з цією думкою про не злитім єднанні (природ) ми сповідуємо Святу Діву — Богородицею, і це тому, що втілився і став чоловіком Бог-Логос та від її зачаття поєднав із Собою сприйнятий від Неї храм“».

#### Халкідонське віровизнання
Вчення про іпостасне з'єднання остаточно оформилося на Халкидонскім вселенськім соборі 451 року, яке підтвердило відповідні положення Першого Нікейського та Ефеського соборів. Собор прийняв так зване Халкідонське віровизнання, або орос, де йшлося:
|  | Отже, слідуючи за божественними батьками, ми всі одноголосно вчимо сповідувати Одного та Того ж Сина, Господа нашого Ісуса Христа, Досконалим по Божеству та Його ж Самого Досконалим по людству; дійсно Бога та Його ж Самого справді людини; з розумної душі та тіла; єдиносущним Отця по Божеству та Його ж Самого єдиносущним нам по людству; подібним нам в усьому, крім гріха, перед віками народженим з Отця по Божеству, а в останні дні Його ж Самого для нас та для нашого спасіння (народженого) по людству з Марії Діви Богородиці; Одного та Того ж Христа, Сина, Господа Єдинородного, пізнаваним в дві природи незлитно, неперетворення, нероздільно, нерозлучно. (При цьому) різниця природ не зникає через з'єднання, а ще більше зберігає особливість кожної природи, які сходяться в одне Обличчя і в одну Іпостась. (Вчимо сповідувати) не таким який розсікається або розрізняється на дві особи, але одним та тим же Сином та Єдинородним, Богом-Словом, Господом Ісусом Христом. Як спочатку про Нього (вирекли) пророки та наставив нас Сам Господь Ісус Христос і як дав нам символ отців наших" |

Христос тому був визнаний існуючим «в дві природи» (грец. εν δύο φύσεσιν, лат. in duabus naturis), божественної та людської. Проти цього положення виступив Діоскор, який запропонував замінити прийменник «εν» («в») на «ἐκ» («з»). Однак оскільки це означало б походження Ісуса зі злиття двох природ, підтримуючи таким чином евтіхіанство, греко-і латиномовні делегати собору відкинули цю пропозицію. Через своїх легатів до собору звернувся з листом папа римський Лев I, який писав зокрема: «Він же — вічного Отця вічний Єдинородний народився від святого Духа та Марії Діви. Це тимчасове народження нічого не збавило від того Божественного та вічного народження, і нічого до нього не додало». Вчення про іпостасно єдності, викладене в догматичному посланні «Томос» Льва I до Флавіана, Халкідонський собор оголосив вченням Отців Церкви.
Одним з найвідоміших захисників Халкідонського віровизнання став Іоанн Дамаскін. Ряд віруючих, наприклад, константинопольські акіміти, витлумачили Халкідонське віровизнання в близькому до несторіанства сенсі. Вони відмовилися визнавати теопасхіцькі вираження, такі як «Бог був розіп'ятий» або «Бог помер на хресті». У 20-ті роки VI століття з вимогою визнання теопасхізма як критерію правої віри виступили так звані «скіфські ченці» — Іоанн Максенцій, Леонтій Єрусалимський та ряд інших релігійних діячів. Це питання 553 року дозволив Другий Константинопольський собор. Підтвердивши Халкідонські віровизнання, він прийняв поняття складовою іпостасі та затвердив, що Бог-Син засвоїв людську природу та повідомив останньою свою іпостась («опору»).

## Сучасні інтерпретації

### Католицизм
Згідно з Катехізисом Католицької церкви Христос походить від Отця по божеству, а від Марії — по людству, причому Марія є Матір'ю Божою не тому, що Ісус Христос прийняв від Неї свою божественну природу, а тому, що від Неї він отримав своє священне тіло, наділене розумною душею.
|  | Ми говоримо, що Слово народжується у плоті, з'єднавши цю плоть з Собою іпостасно |

Згідно з концепцією «communicatio idiomatum» (лат. спілкування властивостей), що міститься також в лютеранській Формулі згоди, ці дві природи Христа не є взаємозаперечними: Бог-Син є атрибутом людської природи Ісуса та навпаки. Христос має людську волю, почуття та слабості, але з точки зору іпостасного з'єднання всі дії Христа можуть бути в рівній мірі приписані як Богу, так і людині (СР Ів. 14:9). При цьому знання, святість, благодать та слава людської природи Христа є наслідком іпостасного з'єднання.
Тома Аквінський в «Сумі теології» (тому III, питання 1 — 26) пояснює іпостасне з'єднання як об'єднання божественної та людської природи Христа в іпостасі Бога-Сина (Логосу), який є повністю божественним та повністю людським. Критикуючи монофізитство (III, 2, 1), Фома підкреслює, що саме Бог-Син постраждав у плоті заради порятунку людства. В томізмі іпостасне з'єднання робить Ісуса непогрішним без будь-якої додаткової благодаті. Петро Ломбардський в «сентенціях» відбив три погляди на іпостасне з'єднання, що існували в XII столітті. Один з них богословські коментатори назвали «homo assumptus». Згідно з цим поглядом, людська природа Ісуса вступила в союз з Богом-Сином при зачатті. На початку 1260-х років Фома перестав вважати цю позицію значимою. У Середні століття, францисканці та домініканці (орден) гаряче обговорювали питання про те, чи залишилася пролита під час Страстей кров в іпостасно з'єднанні з Христом у час триденного перебування в труні (лат. triduum). У 2010-х роках переважає точка зору, згідно з якою Христос залишився в іпостасно з'єднанні принаймні з тієї кров'ю, яку він знайшов при Воскресінні.

### Православ'я

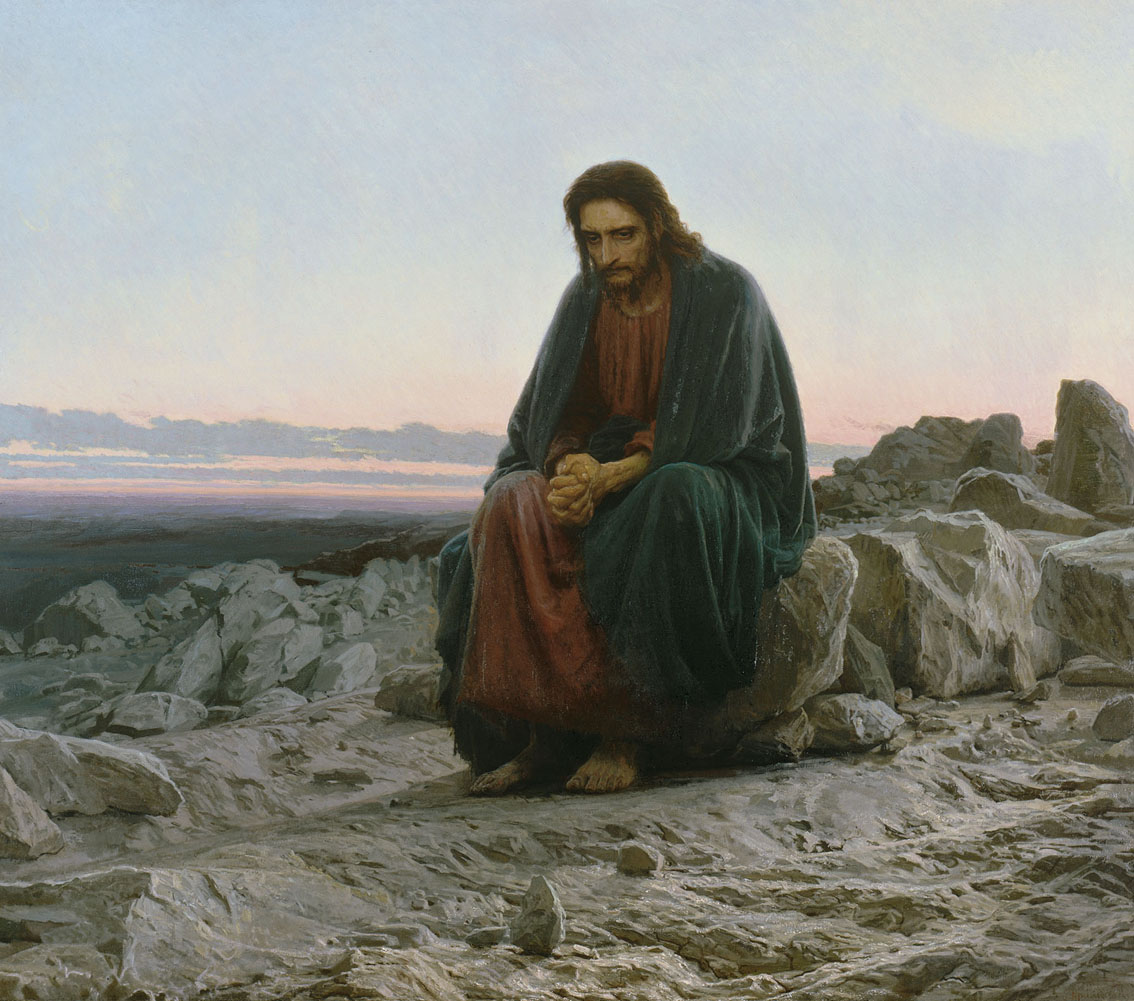
«Христос у пустелі», І. Н. Крамський. Як зазначив Іван Гончаров, на картині «майбутня доля світу та всього живого криються в… смиренній простоті, нерозлучній з істинною величчю та силою»

Аналогом поняття «communicatio idiomatum» в православ'ї є перихорезис, який Володимир Лоський охарактеризував як «енергетичне взаємопроникнення створеного та не створеного у Христі». У цьому контексті вживаються чотири поняття, що зустрічаються вже у Кирила Олександрійського: незлитно (грец. ασυγχύτως), незмінно (ατρέπτως), нероздільно (αδιαιρέτως) та нерозлучно (αχωρίςτως ).Під "Незлитно" мається на увазі те що в результаті з'єднання дві природи не злилися між собою, а утворивши нову, перебувають у Христі порізно. Незмінність означає, що в результаті з'єднання ні божественність перетворилася на «людяність», ні «людяність» перетворилося в божественність: і те й інше зберігає в особистості Христа всі свої якості. Під нероздільністю мається на увазі те, що хоча дві природи в Христі є цілісними та якісно різними, вони не існують окремо, а об'єднані в єдину іпостась Сина Божого. Нерозлучність означає перманентний союз обох природ з моменту [непорочного зачаття Ісуса  Зазнавши тління в сенсі розлучення з тлінним тілом (грец. φθορά), тіло Христа не піддалося розкладанню (διαφθορά). Ці аспекти фігурують в богослужінні Великої суботи. При цьому на підставі дев'ятого анафематизма Другого Константинопольського собору («якщо хто каже, що в Ісусі Христі повинна бути поклоняєма кожна з Його природ, так що цим вводить два поклоніння, особливе Богу-Слова та особливе людині, […] тому нехай буде проклятий»), православ'я відкидає католицький культ тіла та крові Христа і, зокрема, Свято Найсвятішого Серця Ісуса.
Крім цього, в православ'ї існує також поняття воіпостазіровання (грец. ένυπόστατον, еніпостатон), введене Леонтієм Візантійським та розвинене Леонтієм Єрусалимським. згідно з останнім, «Христос не має якоїсь людської іпостасі, яка відокремлена подібно нашої» — іпостась Бога-Сина є загальною, невіддільною як від людської, так і від божественної природи Христа. Така іпостась називається в православній теології складною іпостассю, оскільки вона з'єднує в собі божественну та людську природу Христа. Для пояснення іпостасного з'єднання Максим Сповідник вдався до аналогії про розпеченого меча: «Він ріже, оскільки він — залізо, і пече, оскільки він — вогонь».

### Лютеранство
Лютерани ставляться до догмату іпостасного з'єднання як до важливого поняття, пов'язаного з пришестям Бога, що втілився. Для пояснення іпостасного з'єднання лютеранські богослови XVI–XVII століть сформулювали три положення. Згідно з першим положенням, так званим законом якостей (лат. genus idiomaticum), якості, притаманні божественній або людській природі, є істинними і справді відносяться до всієї особистості Христа, виявленої в обох природах або в кожній окремо. Відповідно до закону величі (лат. genus majestaticum), друга іпостась Трійці поділяє зі своєю людською природою всі божественні ознаки для спільного володіння ними, використання і позначення в єдиній особистості Христа. Закон відповідної дії (лат. genus apotelesmaticum) вчив, що кожна з природ Христа діє згідно зі своїми особливостями за участю другої з них, причому таємниця цієї особистісної єдності Бога і людини назавжди залишиться таємницею.

### Англійською мовою
- Grillmeier, Aloys (1975). Christ in Christian Tradition: From the Apostolic Age to Chalcedon (451) (вид. 2nd revised). Louisville: Westminster John Knox Press. ISBN 9780664223014.
- Gorman, Michael (2017). Aquinas on the Metaphysics of the Hypostatic Union. Cambridge: Cambridge University Press. ISBN 9781107155329.
- Kuhn, Michael F. (2019). God is One: A Christian Defence of Divine Unity in the Muslim Golden Age. Carlisle: Langham Publishing. ISBN 9781783685776.
- Loon, Hans van (2009). The Dyophysite Christology of Cyril of Alexandria. Leiden-Boston: Basil BRILL. ISBN 978-9004173224.
- McLeod, Frederick G. (2010). Theodore of Mopsuestia's Understanding of Two Hypostaseis and Two Prosopa Coinciding in One Common Prosopon. Journal of Early Christian Studies. 18 (3): 393—424. doi:10.1353/earl.2010.0011. S2CID 170594639.
- Meyendorff, John (1989). Imperial Unity and Christian Divisions: The Church 450–680 A.D. Crestwood, NY: St. Vladimir's Seminary Press. ISBN 9780881410563.
- Norris, Richard A., ред. (1980). The Christological Controversy. Minneapolis: Fortess Press. ISBN 9780800614119.
- Ramelli, Ilaria (2011). Gregory of Nyssa’s Trinitarian Theology in In Illud: Tunc et ipse filius. His Polemic against Arian Subordinationism and the ἀποκατάστασις. Gregory of Nyssa: The Minor Treatises on Trinitarian Theology and Apollinarism. Leiden-Boston: Brill. с. 445—478. ISBN 9789004194144.
- Ramelli, Ilaria (2012). Origen, Greek Philosophy, and the Birth of the Trinitarian Meaning of Hypostasis. The Harvard Theological Review. 105 (3): 302—350. doi:10.1017/S0017816012000120. JSTOR 23327679. S2CID 170203381.
- Turcescu, Lucian (1997). Prosopon and Hypostasis in Basil of Caesarea's "Against Eunomius" and the Epistles. Vigiliae Christianae. 51 (4): 374—395. doi:10.2307/1583868. JSTOR 1583868.
- Weedman, Mark (2007). The Trinitarian Theology of Hilary of Poitiers. Leiden-Boston: Brill. ISBN 978-9004162242.

### Польською мовою
- Granat W.: Dogmatyka katolicka. Synteza. Lublin: TN KUL, 1967, s. 547.
- Hoekema Anthony A.: The Four Major Cults. Grand Rapids, Michigan: William B. Eerdmans, 1963, s. 262. ISBN 0802831176.
- Penton, M.J.: Apocalypse Delayed. University of Toronto Press, 1997, s. 180. ISBN 0802079733.
- Strzelczyk G.: Traktat o Jezusie Chrystusie.  W: Praca zbiorowa: Dogmatyka. T. 1. Warszawa: Więź, 2005, ss. 233-499. ISBN 83-60356-02-5.